# Ranunculus gracilicaulis
Ranunculus gracilicaulis är en ranunkelväxtart som först beskrevs av Cedercr., och fick sitt nu gällande namn av S. Ericsson. Ranunculus gracilicaulis ingår i släktet ranunkler, och familjen ranunkelväxter. Inga underarter finns listade i Catalogue of Life.